# Parti socialiste rwandais
Le Parti socialiste rwandais (PSR) est un parti politique rwandais fondé le 18 août 1991. Membre de la coalition gouvernementale dirigée par le Front patriotique rwandais, il obtient un siège lors des élections législatives de 2003 et 2008.